# ハートに命中!100%
『ハートに命中!100%』（原題：命中注定我愛你、運命のように君を愛してる）は台湾のテレビドラマ。
2008年3月16日から2008年8月24日まで台湾の台湾電視公司、またケーブルテレビ局の三立都会台でもほぼ同時期の同年3月24日から8月30日まで放送された。
台湾では放送のあった2008年の第3四半期のテレビドラマでは最高の視聴率を記録した人気ドラマであり、2008年の1年を通じてもドラマ最高視聴率と平均視聴率で1位を獲得し、台湾ドラマ史上の視聴率No.1を打ち立てたラブコメディドラマとなった。
日本では2008年12月17日から2009年9月9日までBS日テレで放送されたほか、地上波では2009年3月31日から2009年12月21日までKBS京都で初放送された。
韓国、タイ、日本、フィリピン、カンボジアでリメイク版が制作されている。また、中国でもリメイク版(原題:你是我的命中注定)が2020年に制作された。

## エピソード・サブタイトル
台湾における放送は全24話だが、海外では38話、また配信では39話に編集されている。
以下は日本での放送時のサブタイトル及び放送日。
| 各話   | サブタイトル             | 放送日         |
| ------ | ------------------------ | -------------- |
| 第1話  | 運命の出会い             | 2008年12月17日 |
| 第2話  | 頑張れシンディ           | 2008年12月24日 |
| 第3話  | 衝撃の証拠写真           | 2009年1月7日   |
| 第4話  | これって妊娠!?           | 2009年1月14日  |
| 第5話  | ジャンム島で会いましょう | 2009年1月21日  |
| 第6話  | 2人の決心                | 2009年1月28日  |
| 第7話  | 誰のための幸せ？         | 2009年2月4日   |
| 第8話  | 愛のない結婚             | 2009年2月11日  |
| 第9話  | 愛情ランキング           | 2009年2月18日  |
| 第10話 | カタツムリ登頂開始!      | 2009年2月25日  |
| 第11話 | 初めての夫婦ゲンカ       | 2009年3月4日   |
| 第12話 | 命の尊さ                 | 2009年3月11日  |
| 第13話 | 幸せな誕生日             | 2009年3月18日  |
| 第14話 | あなたにそばにいてほしい | 2009年3月25日  |
| 第15話 | 惹かれあう2人            | 2009年4月1日   |
| 第16話 | 幸せを呼ぶ願い箱         | 2009年4月8日   |
| 第17話 | あなたと家族になりたい   | 2009年4月15日  |
| 第18話 | 愛する人を信じますか?    | 2009年4月22日  |
| 第19話 | 悲しい三角関係           | 2009年4月29日  |
| 第20話 | 最良の選択               | 2009年5月6日   |
| 第21話 | あなたを守りたかった     | 2009年5月13日  |
| 第22話 | それぞれの春             | 2009年5月20日  |
| 第23話 | 記念品                   | 2009年5月27日  |
| 第24話 | 忘れたい過去             | 2009年6月3日   |
| 第25話 | 遅すぎた告白             | 2009年6月10日  |
| 第26話 | 乗り越えたい過去         | 2009年6月18日  |
| 第27話 | 別れの覚悟               | 2009年6月24日  |
| 第28話 | 帰郷                     | 2009年7月1日   |
| 第29話 | 本当に幸せですか?        | 2009年7月8日   |
| 第30話 | 偶然の再会               | 2009年7月15日  |
| 第31話 | 君への誓い               | 2009年7月22日  |
| 第32話 | 愛の陶芸教室             | 2009年7月29日  |
| 第33話 | いとしのソウルメイト     | 2009年8月5日   |
| 第34話 | 立ち上がる勇気           | 2009年8月12日  |
| 第35話 | 仲直りの方法             | 2009年8月19日  |
| 第36話 | 君を離さない             | 2009年8月26日  |
| 第37話 | 短すぎた幸せ             | 2009年9月2日   |
| 第38話 | 真実の愛                 | 2009年9月9日   |

## キャスト
| 役名                                                       | 俳優名                                               |
| ---------------------------------------------------------- | ---------------------------------------------------- |
| チェン・シンイー（陳欣怡）                                 | 陳喬恩（ジョー・チェン）                             |
| ジー・チゥェーシー（紀存希）                               | 阮經天（イーサン・ルァン）                           |
| ディラン/ダイ・ジェンレン （Dylan・戴建仁）                | 陳楚河（バロン・チェン）                             |
| アンナ/シーアンナー/ダイ・シンィー （Anna・石安娜/戴欣怡） | 白歆惠（ビアンカ・バイ） （幼年期-トレイシー・デン） |
| ジーワン・ジェンヅー（紀汪珍珠）                           | 譚艾珍（タン・アイジェン）                           |
| ジーリゥー・シゥーリン（紀劉秀玲）                         | 王琄（ワン・シュアン）                               |
| ジー・ヂェンレン（紀正人）                                 | 田家達（ティアン・ジァダー）                         |
| リン・シースー（林西施）                                   | 林美秀（リン・メイシュウ）                           |
| チェン・チィンシャー（陳青霞）                             | 宋新妮（ジェシカ・ソン）                             |
| チェン・フェンジャオ（陳鳳嬌）                             | 鍾欣凌（ヂォン・シンリン）                           |
| アンソン（Anson）                                          | 那維勳（ナー・ウェイシュン）                         |
| ウー・ルールー（烏陸陸）                                   | 羅北安（ルォ・ベイアン）                             |
| ウー・チーチー（烏柒柒）                                   | 陳為民（チェン・ウェイミン）                         |

### ゲスト
| 役名                                      | 俳優名                                         |
| ----------------------------------------- | ---------------------------------------------- |
| グー・チー（古馳）                        | 李沛旭（パトリック・リー）                     |
| レベッカ（Rebecca）                       | 顔嘉楽（イェン・ジャーレー）                   |
| アンナのブローカー                        | 范宗沛（ファン・ゾンペイ）                     |
| シンイーの父                              | 何豪傑（ジャド・ヘー）                         |
| メリー/ジァン・マーリー（江瑪莉）         | 陳珮騏（キャロリン·チェン）                    |
| ティアンティアン（恬恬）                  | 白芝穎（バイ・ヂーイン）                       |
| アンソニー（安東尼）                      | 林冠宇（リン・グァンユー）                     |
| チェン弁護士/ダグラス（陳律師・道格拉斯） | 大炳（トニー·フィッシュ）                      |
| オークション司会                          | 何戎（へー·ロン）                              |
| アー·ロン（阿栄）                         | 陳彦壮（チェン·イェンヅァン）                  |
| 運転ヂャン（張司機）                      | 郭慧康（グォ·ウィカン）                        |
| ジー・バォベイ（紀宝貝）                  | 張miu miu（ヂャン·ミュミュ）                   |
| ハォ・ジェンチャン（郝正常）              | 屈中恆（チュ・ヂョンヘン）                     |
| スティーブン・ゾウ（史蒂芬周）            | 沈孟生（シェン・メンシェン）                   |
| ライアン（Ryan）                          | 張朝閔（ヂャン・ヂァオミン）                   |
| リッツ・レストラン舞台司会                | 馬力欧（マリオ・プー）                         |
| ジァンジュンバォのおばさん（姜軍包婆婆）  | 呉敏（ウー・ミン）                             |
| シー・イーフェイ（石亦菲）                | 柯素雲（ケリー·ケー） （若年期-リュ·メイユー） |
| ヂォンサン・ロン（中山龍）                | 岳躍利（ユェ·ユェリー） （若年期-ヤン·チェン） |
| チェン・メイ（陳美・May）                 | 梅妮莎（メイニシャ）                           |
| ママさん（媽媽桑・貴妃)                   | 林美秀（リン・メイシュウ）                     |
| ココ（Coco)                               | 小嫻（シャオシェン）                           |
| 獣医                                      | 蕭敬騰（ジャム・シャオ）                       |
| 手術室の医師                              | 程伯仁（チェン・ボーレン）                     |
| 看護師                                    | 元若藍（ショーティ・ユァン）                   |
| 郝世民（ハォ・シーミン)                   | 管謹宗（グァン・ジンゾン）                     |

## スタッフ
- プロデューサー - 方孝仁
- 演出 - 陳銘章
- 脚本 - 周平之、王國光、彭盛青、黃新高、方靜儀、鄒維剛、陳炘怡、杜欣怡

## 主題歌
オープニングテーマ
- 『99回愛してあげる/99次我愛他』

歌 - 元若藍（ユアン・ルオラン）
エンディングテーマ
- 『願う心は限りなく/心願便利貼』

歌 - 吳忠明（ウー・チョンミン）、元若藍（ユアン・ルオラン）
挿入歌
- 『私の快楽/我的快樂』

歌 - 錦繡二重唱
- 『半分のラブソング/半情歌』

歌 - 元若藍（ユアン・ルオラン）

## ソフトウェア

### CD
販売元はロックレコード株式会社
- 「ハートに命中!100% オリジナル・サウンドトラック」（2009年3月18日）

### DVD
販売元はアミューズソフトエンタテインメント
- 「ハートに命中100% DVD-BOX I」（2009年9月2日）
- 「ハートに命中100% DVD-BOX II」（2009年10月7日）
- 「ハートに命中100% DVD-BOX III」（2009年11月6日）
- 「ハートに命中100% DVD-BOX IV」（2009年12月4日）

## 日本国内放送局
| 放送地域 | 放送局         | 放送期間                      | 放送日時                                                             | 放送系列       |
| -------- | -------------- | ----------------------------- | -------------------------------------------------------------------- | -------------- |
| 日本全域 | BS日テレ       | 2008年12月17日 - 2009年9月9日 | 毎週水曜 21時00分 - 21時54分 （4月1日〜毎週水曜 23時00分-23時54分）  | BS放送         |
| 静岡県   | 静岡第一テレビ | 2009年7月27日 - 2010年5月3日  | 毎週月曜 25時29分 - 26時24分                                         | 日本テレビ系列 |
| 京都府   | KBS京都        | 2009年3月31日 - 12月21日      | 毎週火曜 19時00分 - 19時55分 （10月5日〜毎週月曜 21時50分-22時45分） | JAITS          |
| 兵庫県   | サンテレビ     | 2010年4月18日 - 2011年2月6日  | 毎週日曜 21時00分 - 21時54分                                         | JAITS          |

## 韓国版ドラマ

### 概要
2014年7月2日から9月4日までMBCにて水木ドラマとして放送。またKNTVで日本でも2015年1月12日から3月17日まで放送された。全20話。結婚を通して、お互いを理解して愛するようになり、成長していくロマコメである。
今作で共演したチャン・ヒョクとチャン・ナラは、2002年SBS「明朗少女成功記」でも共演しており、12年ぶりの再共演として話題になった。また、この作品での共演後、同年2014年11月放送のMBCドラマフェスティバル「ポラロイドに託す想い(原題:오래된 안녕)」で3度目の共演を果たした。

### あらすじ
業界一の企業チャンイン化学の社長のイ・ゴン（チャン・ヒョク）は全州李氏一族の後継者を絶やさないため親族から早い結婚を迫られていた。ゴンには長年交際するバレリーナの恋人カン・セラ（ワン・ジウォン）がいるが、セラは世界的プリマの夢が諦められずゴンとの結婚に踏み切れないでいた。一方、地味なOLキム・ミヨン（チャン・ナラ）はお人好しな性格で周りの人間からは都合よく扱われる日々を過ごしていた。そんなミヨンにも好意を寄せてくれる男性が現れ二人で旅行に行くことになる。そんな矢先、旅行先のマカオでミヨンはハプニングに見舞われ、恋人のセラに盛大なプロポーズを行う予定がドタキャンをされてしまったゴンと一夜を共にしてしまう。後日、ミヨンの妊娠が発覚。想定外の妊娠に戸惑い、自分と子どもの存在がゴンとセラを苦しめると考えたミヨンは中絶を考えるが、ゴンはミヨンと結婚し父親になることを決意する。初めは冷めた新婚生活を送っていたゴンとミヨンだったが、お互いの優しさに触れていくうちに次第に惹かれていく。そんなとき、海外で多忙な生活を送っていたゴンの恋人セラが帰国し二人の前に現れる。

### キャスト
- イ・ゴン（ジー・チゥェーシーに相当）：チャン・ヒョク

全州李氏一族22代目の総領でありチャンイン化学の社長。幼い頃に両親を交通事故で亡くし、チャンイン化学現会長である父方の祖母に育てられた。父方の祖先が代々30代で亡くなるという短命な家系に生まれ家系を途絶えさせないため一族から早く結婚するよう迫られている。ハプニング続きの末に結婚したミヨンに最初は冷たく当たっていたが、ミヨンの純粋なやさしさに触れていくうちに彼女を一途に想うようになる。遺伝性の病気の症状が出始めるとミヨンを愛するあまり彼女を遠ざけようとする。豪快な笑い方が特徴的。
- キム・ミヨン（チェン・シンイーに相当）：チャン・ナラ

小さな島で育った平凡なOL。一夜の過ちでゴンの子供を身籠る。3姉妹の末っ子として育ち、優しい性格だが頼まれると断れず、会社では"付箋"というあだ名を付けられいつも雑用ばかりさせられていた。結婚後ゴンとの身分の違いに負い目を感じていたが、自信に満ちたゴンと接していくうちに前向きになり、普段は明るいゴンの隠された孤独と寄り添うようになる。のんびりした性格なため、ゴンからは"カタツムリ"と呼ばれている。
- ダニエル（ディランに相当）：チェ・ジニョク

慣れない生活を送っていたミヨンの住む家の近所に、カフェを開く準備をしてる際に彼女と出会い、その後「近所のお兄さん」として彼女を支える存在に。実は世界的なデザイナー。
- カン・セラ（アンナに相当）：ワン・ジウォン

ゴンの恋人でバレリーナ。幼い頃から厳格な母のもとで指導を受け恋人よりもバレエを優先してきた。ゴンにはずっと結婚を迫られているものの、世界的プリマの夢を叶えるために返事を先送りにしている。
- ミヨンの母：ソン・オクスク

早くに夫を亡くし、女手一つで娘三人を育ててきた。最初はミヨンの予期せぬ妊娠に激怒するが次第にゴンを気に入り、母親のいないゴンを本当の息子のように可愛がるようになる。地元の島で有名な包み飯屋を営んでいたがミヨンの結婚を機にソウルに移転してくる。
- ワン会長（ゴンの祖母）：パク・ウォンスク

遺伝性の病気のため早くに夫や息子と死別し、チャンイン化学の会長を務め社長のゴンを支えている。孫のゴンには早く結婚して1日も早く曾孫の顔を見せてもらいたいと考えており、ある日突然嫁いできたミヨンの事も快く迎え入れる。
- イ・ヨン：チェ・ウシク

ゴンの異母弟。ゴンの父の愛人の子で一族にゴンの他に跡取りがいないため、跡取り候補として一族に呼び寄せられる。「龍（ヨン）」という名前なのでゴンからは"ドラゴン"と呼ばれている。
- ヨンの母：ナ・ヨンヒ

ゴンの義母。ゴンの父が遺伝病の症状に苦しめられていた時に作った愛人で、大人になったヨンと共にゴンの家にやってくる。
- タク室長：チェ・デチョル

ゴンの秘書。ゴンにも負けない陽気なキャラクターでゴンとは幼馴染。

### 原作との大きな相違点
原作では女主人公が活発で、男主人公は落ち着いたイメージだったのに対し、本作ではイ・ゴンが明るく、キム・ミヨンは大人しいイメージであり、キャラクターの性格の設定が逆になっている。

## タイ版ドラマ
2017年9月4日から11月27日までタイのデイチャンネルにて放送された。全17話。

## 日本版ドラマ
『運命から始まる恋 -You are my Destiny-』のタイトルで日本リメイク版が制作され、配信ドラマとして2020年2月12日からフジテレビオンデマンドとYOUKU（台湾）で配信、同年4月11日（10日深夜）から6月13日（12日深夜）までフジテレビ「フジバラナイト FRI」枠（地上波）で放映された。主演は瀧本美織。
オリジナル版の前半部分をベースに、日本人キャストで構成されている。全10話。

### キャスト (日本版ドラマ)
- 佐藤彩　(チェン・シンイーに相当) - 瀧本美織
- 一条慶 (ジー・チｳェンシーに相当) - 岐洲匠
- 岡本隼人 (ディランに相当) - 時任勇気
- 白石杏奈 (アンナに相当) - 石川恋
- 野呂佳代
- 安藤聖
- 山上賢治
- 竹森千人
- 佐藤美智子 - 中島唱子
- 安藤秘書 - 中林大樹
- 田島令子
- 山口 - 水石亜飛夢

### スタッフ (日本版ドラマ)
- プロデュース - 東康之
- 主題歌 - ONE N' ONLY「My Love」
- 挿入歌 - ONE N' ONLY feat. JUNE「Destiny」 / ONE N' ONLY feat. K「もっと大きな愛で包み込むから…」